# Hansgrohe
Ne doit pas être confondu avec Grohe.
 (septembre 2013).

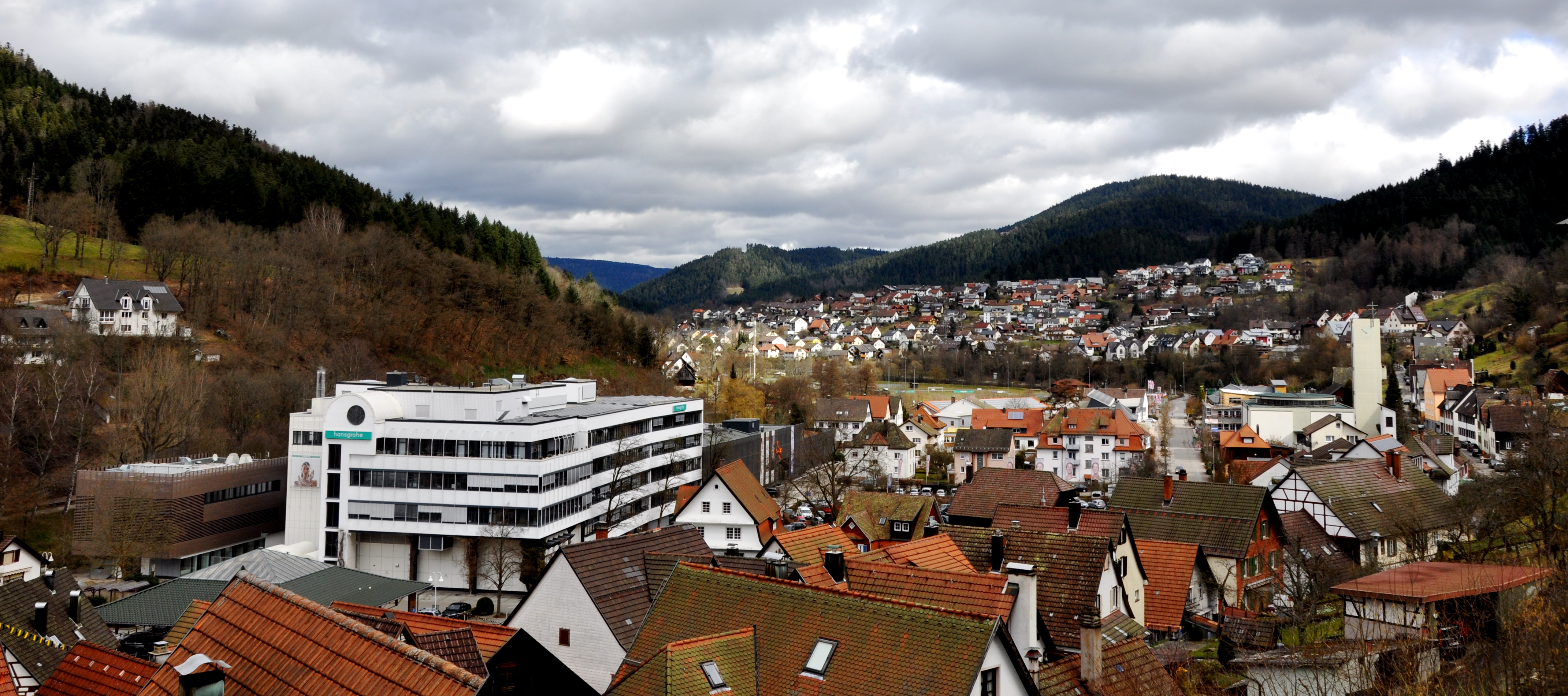
L'entreprise à Schiltach, dans le Bade-Wurtemberg

Hansgrohe est une entreprise allemande, parmi les plus importantes au monde dans le domaine de la robinetterie sanitaire pour les salles de bain, les cuisines et les douches.

## Description
Parmi ses produits, on trouve aussi des accessoires de tout type, des équipements de salle de bains ainsi que des installations sanitaires telles les systèmes de canalisation, d’évacuation des eaux usées, d’alimentation et de raccordements, indispensables au bon fonctionnement des appareils sanitaires.
Le siège social de Hansgrohe se trouve à Schiltach, dans la Forêt-Noire, en Allemagne. L’entreprise est une Société Européenne (SE) non cotée en bourse. L’entreprise a deux actionnaires principaux : la famille Klaus Grohe, Schiltach (32 %) et le groupe américain Masco Corporation de Taylor (Michigan) (68 %). Depuis 2018, Hans Jürgen Kalmbach est Président du Directoire de Hansgrohe SE.
Hansgrohe vend ses produits sous les deux marques AXOR et Hansgrohe. L’entreprise possède 34 filiales et 21 bureaux de vente et emploie 4 962 personnes. Les usines se trouvent en Allemagne (Schiltach, Offenbourg et Alpirsbach), en France (Wasselonne), aux États-Unis (Atlanta (Georgie)) et en Chine (Shanghai).

## Histoire
En 1901, Hans Grohe (1871-1955) crée à Schiltach, dans la Forêt-Noire, une entreprise artisanale d’objets en tôle emboutie qu’il transforme rapidement en un commerce de produits sanitaires, un secteur tout récent à l’époque. En effet, il n’était pas encore dans les habitudes des gens en Allemagne de posséder leur propre salle de bains.
Hans Grohe se lance donc dans la fabrication et le développement des douchettes, ce qui deviendra sa spécialité. En 1953, il invente une barre de douche qui permet d’utiliser la douchette à main de manière flexible en ajustant la hauteur en la faisant glisser sur la barre de douche, afin d’en profiter en tant que douche de tête. Ce n’est qu’à partir du milieu du XXe siècle que la salle de bains commence à devenir un standard dans les foyers.
En 1968, Klaus Grohe, le plus jeune des fils de Hans Grohe, rejoint la société de son père et en prend la direction en 1975. En 1977, il introduit le mot et la marque figurative Hansgrohe. Sous sa direction, Hansgrohe commence à travailler avec des designers à la fin des années 60, comme par ex. Hartmut Esslinger (frog design) puis Phoenix Design et Philippe Starck. Klaus Grohe décide également d’explorer de nouveaux segments du marché : en 1981, Hansgrohe commence à produire des robinets et introduit un système de recyclage des eaux grises en 2001. En 1984, la famille de Friedrich Grohe, l’un des trois actionnaires à l’époque (comme ainsi la famille de Hans Grohe Junior et la famille de Klaus Grohe), vend son tiers des parts à la société d’investissements américaine Masco Corporation de Taylor (Michigan). En 1999, la famille de Hans Grohe Junior vend également ses parts à la Masco Corporation (en), en faisant ainsi l’actionnaire majoritaire. La famille de Klaus Grohe  reste ainsi le seul actionnaire familial de la société avec à ce jour 32 % des parts. En 2012, Hansgrohe devient une société anonyme européenne (Societas Europaea SE), qui n’est pas cotée en bourse.
Après avoir été membre du conseil d’administration pendant trente-trois ans, Klaus Grohe  prend ses fonctions en tant que Directeur du Conseil de surveillance en 2008. Depuis 2015, il est Président d’Honneur du Conseil d’administration. En août 2018, Hans Jürgen Kalmbach devient Président de Hansgrohe, succédant ainsi à Thorsten Klapproth. Richard et Philippe Grohe, tous deux membres de la famille Grohe, supportent la société en tant qu’actionnaires.

## Hansgrohe en France

### Histoire et implantation
Hansgrohe est présent en France depuis 1970, avec la mise en place d'une première force de vente et d'un stock central à Dijon. En novembre 1979, le groupe fonde officiellement sa première filiale française, Hansgrohe SARL, à Strasbourg. Un hall de stockage de 1 400 m² permet alors de distribuer l’ensemble de la gamme sur le marché français.
En 1988, la société s'agrandit et s’installe à Bischheim (Bas-Rhin), avant de déménager à Paris en 1995. Une coopération est engagée en 1998 avec la société Geberit, donnant naissance à Hansgrohe Geberit SAS et à un siège commun à Antony. Cette organisation conjointe prend fin en 2004, chaque groupe reprenant son autonomie opérationnelle.
Depuis, Hansgrohe développe de manière autonome ses activités commerciales en France, avec une implantation solide sur tout le territoire. Grâce à la stabilité de ses structures et à l’efficacité de son réseau, la marque a affirmé sa position de leader du marché français de l’équipement de la salle de bains. Référence en robinetterie et en solutions d’hydrothérapie, Hansgrohe domine les circuits spécialisés et grand public. Qualité , fiabilité, richesse de l’offre et innovation constante fondent son image d’excellence. Son expertise en design en fait un acteur majeur, régulièrement cité comme la meilleure marque du secteur par les professionnels comme par les consommateurs.

### Organisation et direction
Depuis sa création, la filiale française a été dirigée par plusieurs personnes qui ont assuré la responsabilité du développement de la filiale. Ces directions successives ont contribué à renforcer la position de Hansgrohe sur le marché français, notamment par l’adaptation de la stratégie commerciale et l’élargissement du réseau de distribution :
| Directeur général  | Période     |
| ------------------ | ----------- |
| Christophe Gourlan | 2001–2010   |
| Martial Gil        | 2010–2018   |
| Frédéric Pfeiffer  | Depuis 2018 |

### Canaux de distribution
L’activité commerciale de Hansgrohe en France repose sur trois principaux canaux :
- Le réseau professionnel, incluant les distributeurs spécialisés en sanitaire et les installateurs.
- La prescription, avec une forte présence auprès des architectes, bureaux d’études et maîtres d’ouvrage, notamment pour les projets résidentiels et hôteliers.
- Le marché des grandes surfaces de bricolage (GSB), via des partenariats avec des enseignes nationales.

Cette approche multicanale permet à Hansgrohe de couvrir l’ensemble des besoins du marché, des professionnels du bâtiment aux particuliers. Elle garantit un accès fluide à l’ensemble de ses produits tout au long du cycle de vie des projets, en intégrant les différents parcours d’achat des consommateurs, qu’il s’agisse de constructions neuves, de rénovations ou de maintenance. Cette stratégie contribue à renforcer la présence et la reconnaissance de la marque sur tous les segments du marché.

### Position sur le marché
Hansgrohe occupe une position de premier plan sur le marché français des équipements de salle de bains, notamment dans les segments de la robinetterie et de l’hydrothérapie à destination du grand public.
Selon les données du panel GfK, Hansgrohe est leader en France dans ses catégories de produits depuis plus de dix ans, confirmant à nouveau cette position en 2024. Ce succès durable témoigne de la confiance de ses clients et confirme la réputation de la marque comme la meilleure dans son secteur.
Hansgrohe occupe une position de leader sur le marché professionnel français, notamment auprès des artisans et installateurs, grâce à une offre complète et technique de produits haut de gamme. La marque est particulièrement reconnue pour la qualité et la fiabilité de ses mitigeurs, colonnes de douche et solutions d’hydrothérapie, conçues pour répondre aux exigences des projets résidentiels, tertiaires et hôteliers. Cette forte présence dans la distribution professionnelle s’appuie sur une gamme large, innovante et performante, qui fait de Hansgrohe la référence incontournable pour les professionnels du bâtiment et les spécialistes de la salle de bains haut de gamme.

### Activité industrielle en France
Hansgrohe dispose d’une activité de production en France, à travers son usine de Wasselonne, dans le Bas-Rhin, placée sous la direction de Julien Taillade. Ce site industriel joue un rôle stratégique dans l’organisation européenne du groupe. Il assure la fabrication locale d’une partie des références de robinetterie et d'hydrothérapie, selon des standards élevés de qualité, de précision technique et de durabilité. L’ensemble de la production est ensuite expédié vers le centre logistique d’Offenburg, en Allemagne, qui approvisionne les différents marchés européens. Cette organisation permet de garantir une réactivité optimale dans la chaîne d’approvisionnement, tout en valorisant un savoir-faire industriel local.
Mis en service en 2001 le site s’étend sur environ 7 000 m² et emploie entre 230 et 250 collaborateurs.
L’usine est spécialisée dans l’assemblage de produits haut de gamme d’hydrothérapie et de robinetterie (douchettes à main, douches de tête, systèmes de vidage, mitigeurs), avec une capacité de production annuelle de l’ordre d’un million de douchettes, 800 000 douches de tête et 200 000 systèmes de vidage.
Le site fait l’objet d’investissements réguliers, notamment l’introduction progressive de robots collaboratifs (« cobots ») sur les lignes de production.
En novembre 2021, le site de Wasselonne a obtenu le label « Alsace Excellence », devenant la 100ᵉ entreprise labellisée par l’Agence ADIRA en reconnaissance de sa performance économique, sociale et environnementale.

## Hansgrohe en Belgique
Hansgrohe Belgique est situé à Bruxelles, où se trouve une filiale ainsi que l’Aquademie, un centre de formation et d’exposition de produits des marques AXOR et hansgrohe.

## Produits
Les produits  Hansgrohe se composent de:
- robinetteries
- douches / douchettes à main
- mitigeurs de salle de bains
- mitigeurs de cuisine

Les produits Hansgrohe ont été récompensés avec de nombreux prix de design, parmi lesquels le prestigieux « Red Dot – Best of the Best Award », le « iF Gold Product Award », et le « Designpreis der Bundesrepublik Deutschland ».
Hansgrohe avait enregistré plus de 2 500 brevets fin 2015. Parmi les inventions les plus importantes : les systèmes de vidage automatiques (1934), la barre  de douche (1953), la douchette à main avec jet d’eau réglable (1968), le robinet de cuisine avec douchette extractible (1984) ainsi que des technologies pour réduire le débit d’eau grâce à l’ajout d’air (2004) et l’activation/la désactivation du débit avec un bouton-poussoir (2011). En 2015, Hansgrohe possède 24 brevets, 180 designs et 93 marques.

## Designers
- Antonio Citterio
- Jean-Marie Massaud
- Philippe Starck
- Patricia Urquiola
- Phoenix Design
- Ronan et Erwan Bouroullec
- Nendo Design[15]
- Front Design
- Barber & Osgerby

## Musée
En 1997, Hansgrohe a créé un musée consacré à l’eau, à la salle de bains et au design à son siège social de Schiltach. Il reconstitue l’évolution des salles de bains privées au cours des cent dernières années et illustre le développement de la société au fil des événements historiques.

## Sponsoring
À partir de la saison 2017, la marque hansgrohe est sponsor en titre de l’équipe de cyclisme « Bora-hansgrohe ».

## Relations entre Hansgrohe et Grohe
Il est important de ne pas confondre l’entreprise Hansgrohe SE à Schiltach et l’entreprise Grohe AG à Düsseldorf. Même si ces deux entreprises possèdent un nom similaire et figurent dans le même secteur d’activité, elles sont aujourd’hui indépendantes.
Il n’en est pas ainsi au début des années 1900. En effet, Hans Grohe, le fondateur de Hansgrohe, a trois fils : Hans Grohe Junior, Friedrich Grohe, et Klaus Grohe. Les deux premiers fils rejoignent l’entreprise de leur père dans les années 1920. En 1968, le troisième fils de Hans Grohe, Klaus Grohe, entre dans le business familial.
En 1934, Friedrich Grohe quitte l’entreprise familiale pour racheter un fabricant de robinetterie à Hemer, en Rhénanie-du-Nord-Westphalie. C’est en 1948 qu’il renomme son entreprise « Friedrich Grohe Armaturenfabrik » (fabrique de robinetterie Friedrich Grohe). C’est ainsi qu’à l’époque, les entreprises fabriquent des produits complémentaires : Hansgrohe est spécialisé dans les systèmes d’évacuation des eaux usées et les douchettes, alors que Grohe se concentre sur les mitigeurs. Aujourd’hui, la « Grohe Armaturenfabrik » connue sous le nom de « Grohe » fait partie du groupe japonais Lixil Corporation.
Les deux sociétés Grohe et Hansgrohe tirent profit de la situation d’après-guerre : les besoins en construction sont énormes, ce qui entraîne une hausse importante de la demande pour la robinetterie de cuisine et de salle de bains. Puisque le seul défi est de satisfaire l’excès de demande, les deux entreprises restent en bons termes. Les problèmes apparaissent néanmoins après la mort soudaine de Hans Grohe Junior en 1960, qui engendre des changements dans la stratégie de l’entreprise. Friedrich Grohe devint le PDG de Hansgrohe, tout en gérant simultanément sa propre entreprise, Grohe, pendant une période transitoire.
En 1968, Friedrich Grohe revend 51 % de son entreprise à ITT, un géant américain de la téléphonie, tout en gardant son tiers des parts de Hansgrohe. Un an après sa mort en 1983, ses héritiers rachètent ses parts à ITT, et  vendent le tiers de leur part de Hansgrohe à Masco Corporation, qui est resté actionnaire chez Hansgrohe depuis.
Au fil du temps, et en raison de l’environnement de plus en plus compétitif, les deux entreprises commencent à s’affronter sur les droits de propriété du nom Grohe. Le conflit se termine à la fin des années 1990, quand Friedrich Grohe accepte d’utiliser la marque Grohe tandis que Hansgrohe GmbH & Co continuer de lancer ses produits sous la marque Hansgrohe.
L’année de rupture définitive de toute relation entre les deux entreprises à travers la famille Grohe est 1999, quand les héritiers de Hans Grohe Junior décident de vendre entièrement leurs parts de l’entreprise Hansgrohe. Afin de rester investi chez Hansgrohe, Klaus Grohe, le seul héritier direct du fondateur Hans Grohe encore en vie, intègre son côté de la famille dans la société de participation « Syngroh », qui détient aujourd’hui encore 32 % des parts.